# 테레세 알스함마르
말린 테레세 알스함마르(스웨덴어: Malin Therese Alshammar, 1977년 8월 26일 ~ )은 스웨덴의 여자 수영 선수이다. 올림픽 메달 3개, 세계 선수권 메달 25개, 유럽 선수권 메달 43개를 획득하였으며, 자유형과 접영이 주종목이다.

## 생애
솔나에서 크리스테르 알스함마르와 7위를 한 올림픽 평영 선수 브리트-마리 스메드 사이에 태어나 순드비베리스 IK 팀에서 수영을 시작하였다.
자신의 경력 시작에서 배영 선수였던 알스함마르는 그녀가 14세가 되던 1991년 국내 쇼트코스 수영 선수권 대회에 나가 50m 배영에 자신의 첫 국내 쇼트코스 타이틀을 우승하였다. 1년 후에 예르펠라 SS를 대표하여 스웨덴 수영 선수권 대회에서 100m 배영의 첫 국내 롱코스 시니어 타이틀을 우승하였다.
1993년 셰필드에서 열린 유럽 선수권 대회와 팔마데마요르카에서 열린 개회식 세계 쇼트코스 선수권 대회에 국가 대표로 나간 알스함마르는 유럽 선수권 100m 배영에서 4위를 하였다. 팔마데마요르카에서 그녀는 100m 배영 9위를 하고 400m 자유형 계주 은메달을 획득하였다. 또한 400m 혼계영에서 평영 선수 한나 얄트네르, 접영 선수 엘레노르 스벤손과 자유형 주자 린다 올로프손과 함께 팀을 이루면서 4위를 하였다.
1994년 세계 수상 선수권 대회에서 100m 배영 준결승전에 도달한 후 처음으로 가장 국제적으로 나오기 시작하였다. 1996년 애틀랜타 올림픽에서 그 종목에 참가한 그녀는 준결승전 진출에 실패하고 말았다.
1997년 미국으로 건너가 네브래스카 대학교 링컨에서 수학하며 네브래스카 콘허스커스 수영·다이빙 팀을 위하여 활약하였다. 1999년 빅12 여자 수영·다이빙 선수권 대회에서 100 야드 자유형의 금메달을 땄다. NCAA 여자 수영·다이빙 선수권 디비전 1에서는 800m 야드 계주 2위(1998)와 50 야드 자유형 4위(1999)를 하였다.
또한 레이스 클럽에서 훈련을 받기도 하였으며 1997년 유럽 선수권 대회에서 자신의 첫 국제적 메달 50m 자유형 동메달을 땄다. 그녀는 자유형을 자신의 전문으로 개발하고 1999년 유럽 선수권에서 은메달을 땄다.
2000년 시드니 올림픽에서 고위층으로 돌파한 알스함마르는 50m와 100m 자유형에서 둘다 잉어 더 브라윈에게 밀려 은메달을 따고 400m 자유형 계주에서 동메달을 땄다.
시드니 올림픽 이래, 그녀는 단거리의 주요 국제 대회에서 우승 후보로 보였다. 2001년 후쿠오카에서 열린 세계 선수권에서 50m 자유형과 접영에서 은메달을 따고 이듬해 베를린에서 열린 유럽 선수권에서 50m 자유형을 우승하였다.
2004년 아테네 올림픽을 위한 대비에 전념한 알스함마르는 50m 자유형 4위로 메달을 놓치고 말았다.
2005년 몬트리올에서 열린 세계 선수권에서 50m 자유형 동메달을 따고, 이듬해 상하이에서 열린 세계 선수권에서는 그 종목의 금메달을 획득하였다.
웁살라에서 열린 2006년 국내 쇼트코스 수영 선수권 대회에서 3개의 개인 종목을 우승하면서 자신의 73번째 금메달을 따고 국내 선수권에서 안데르스 홀메르츠를 1개 차이로 능가하여 가장 많은 개인 금메달을 획득한 국내 선수가 되었다.
2009년 3월 17일 오스트레일리아 수영 타이틀에서 25.44초와 함께 50m 접영에서 자신의 세계 기록을 깼다.
2011년 세계 수상 선수권 대회에서 50m 자유형 금메달을 따면서 롱코스 세계 선수권에서 개인 금메달을 획득하는 데 연장자 여성 수영 선수가 되었다.
2012년 런던 올림픽에서는 50m 자유형 결승전 진출에 성공하였으나 6위에 그치고 말았다.

## 같이 보기
- 수영 자유형 50m 세계 기록 추이
- 수영 자유형 100m 세계 기록 추이
- 수영 접영 50m 세계 기록 추이